# Rui Andrade
Rui Pinto de Andrade, född den 23 september 1999 i Luanda är en angolansk/portugisisk racerförare.